# Isabel Rawsthorne
Pour les articles homonymes, voir Rawsthorne.
Isabel Rawsthorne, née Isabel Agnes Nicholas à Londres le 10 juillet 1912 et morte le 27 janvier 1992 à Little Sampford (Essex), est une peintre britannique, dessinatrice et modèle connue sous les noms de Nicholas, Delmer, Lambert ou Rawsthorne.
Elle posa pour de nombreux artistes parmi lesquels André Derain, Balthus, Alberto Giacometti, Pablo Picasso, Francis Bacon ou Lucian Freud. Elle fut mariée trois fois : au journaliste Sefton Delmer, aux compositeurs Constant Lambert et Alan Rawsthorne et ainsi apparaît dans de nombreuses biographies d'artistes sous son nom de jeune fille ou ses noms maritaux. Femme libre, elle était également la maîtresse et la muse de Balthus, de Giacometti, de Francis Bacon, ou Georges Bataille, vivant suivant les périodes sa vie bohème entre Paris et Londres. Pendant la seconde guerre mondiale, elle travailla pour la propagande à la radio-anglaise. Sa connaissance de la vie parisienne en fait un élément essentiel de l'échange culturel avec Londres, ce qui a occulté quelque peu sa propre œuvre : "Elle est admirée autant pour son intelligence que pour sa plastique".

## Biographie

### Enfance
Née Isabel Nicholas dans l'East End de Londres, elle est la fille d'un commandant de marine marchande du pays de Galles, Philip Llewelyn Nicolas (décédé en 1930), et d'une mère anglaise, Christine Agnès Warwick. Elle vit son enfance à Liverpool. Elle étudie au Liverpool College of Art, puis grâce à une bourse part étudier à Londres à la Royal Academy avec Jacob Epstein, pour deux ans. Elle devient son assistante et modèle. Jacob Epstein réalise plusieurs portraits sculptés et dessinés d'elle, dont "second portrait d'Isabelle" en 1933 est une des œuvres maîtresses du sculpteur. Elle lui donne un fils Jackie (1934-2009) qui sera élevé par son père et sa femme Margaret .
La première exposition des œuvres de Isabel Nicholas a lieu à la Arnold Haskell Gallery en 1934 à Londres et est un succès.

### Modèle à Paris
En septembre 1934, elle vient étudier le nu à Paris à la Grande Chaumière et pour payer ses études pose. À cette époque, elle se lie avec Balthus, dont elle devient le modèle pour "La toilette de Cathy " (Musée d'Art Moderne, Centre Pompidou). En 1935, elle rencontre Alberto Giacometti qui réalise son portrait. Une relation difficile et jalouse se noue entre eux  jusqu'à ce qu'Isabel Nicholas choisisse d'épouser Sefton Delmer, correspondant du Daily Express en 1936. Militante socialiste, elle part avec son mari en Espagne pour suivre la guerre civile, en Pologne mais le mariage bat de l'aile. En 1939, Alberto Giacometti envisage de l'épouser alors. La guerre et le départ le 14 juin 1940, de Isabel Nicholas-Delmer pour Londres avec 5 sculptures de Giacometti interrompt ce projet. Elle pose également avec Pablo Picasso, (Portrait d'Isabelle, 1936) mais refuse ses avances, tout comme elle pose pour plusieurs portraits avec André Derain entre 1935 et 1939 (Portrait d'Isabelle - North Carolina Museum of Art, Raleigh).

### À Londres de 1940 à 1944
À Londres, elle intègre les équipes de propagande et d'espionnage liées à la BBC placées sous la direction de Delmer. Pendant la Campagne d'Italie, elle est chargée d'éditer le magazine "Il Mundo Libero" (le monde libre). Elle rencontre alors Francis Bacon vers 1943-1944. Ses amis sont John Rayner des services secrets (SOE), sa femme Joan Leigh Fermor (en) photographe et Anna Philips, modèle parisien de Elsa Schiaparelli, la compositeur Elisabeth Lutyens, les poètes Louis MacNeice, Dylan Thomas, les écrivains Peter Rose-Pelham, Peter Watson et les espions Ian Fleming et Donald Maclean.

### Après la seconde Guerre Mondiale: Isabel Lambert
Elle revient à Paris à partir de 1945, renoue avec Giacometti, divorce de son mari en 1946, mais elle lui préfère Georges Bataille et le compositeur René Leibowitz. Elle se trouve très impliquée dans l'Existentialisme, rencontre Jean-Paul Sartre, Simone de Beauvoir, le philosophe Jean Wahl. À cette époque elle introduit Francis Bacon et Lucian Freud auprès de Giacometti et Picasso. À la fin 1946, elle part travailler seule dans l'Indre où la rejoint le compositeur Constant Lambert qu'elle épouse l'année suivante à Londres où elle s'installe. En 1949, elle expose ses tableaux avec ceux de Francis Bacon à la Hanover Gallery sous le nom de Isabel Lambert. Puis elle expose avec le British Council et ICA. Elle commence alors sa carrière de dessinatrice de costumes et décors pour le Royal Ballet, Covent Garden et le Sadler's Wells. En 1951, Constant Lambert, meurt. Isabel Nicholas-Lambert revient à Paris et revoit Giacometti qui s'est marié avec Annette.

### La série des "portraits d'Isabel Rawsthorne"
De retour à Londres elle épouse le compositeur Alan Rawsthorne. Le couple s'installe dans la campagne anglaise de l'Essex entouré des artistes Michael Ayrton et Roy Noakes, et de Francis Bacon. Le peintre réalise alors une série de 14 tableaux, dont trois triptyques, portraits de Isabel Rawsthorne entre 1964 et 1971, date de la mort d'Alan Rawsthorne. Le plus célèbre tableau de 1967 s'intitule "Portrait of Isabel Rawsthorne standing in a street in Soho "(Nationalgalerie, Berlin) - Portrait d'Isabelle Rawsthorne debout dans une rue de Soho". le tableau est inspiré d'une photographie de John Deakin commanditée par Bacon, qui la présente sortant du Colony Room, un bar privé pour artistes qui était situé 41, Dean Street à Soho, fondé par Muriel Belcher. Au total, Francis Bacon peindra 22 portraits de sa "sœur" en peinture sans sauvagerie où elle est toujours reconnaissable. La série de peintures devenue une icône, donne au nom de Isabel Rawsthornwe celui d'une muse et d'un modèle qui éclipse sa propre œuvre pourtant exposé, avec succès, à La Marlborough Gallery en 1968 sous le nom de "Isabel Lambert". Les expositions se suivent alors.
Après la mort de son mari, elle vit dans son cottage, peignant entouré d'oies, et voyageant de Londres à Paris, en Grèce ou en Australie. Elle reste alors proche de Francis Bacon qui bien que notoirement homosexuel, déclarait à la mort de Isabel Rawsthorne en janvier 1992, qu'elle était la seule femme qu'il ait jamais aimée et connue . Il meurt quatre mois après elle.

### L'œuvre de Isabel Rawsthorne-Lambert
L'œuvre d'Isabel Rawsthorne-Lambert est essentiellement tournée vers le nu et l'étude du corps humain et des animaux.
Après avoir travaillé avec Jacob Epstein, dans l'admiration de Rodin, elle vient chercher à approfondir sa connaissance du nu et du corps humain à Paris. Profondément attaché à une peinture et un dessin figuratif, son travail évolue vers la représentation de la danse et des danseurs (du Royal Ballet) à l'écart des grandes écoles d'avant-garde du XXe siècle, comme figure indépendante quoique totalement intégrée à l'École de Londres avec ses amis Bacon et Freud.
Puis elle s'intéresse à l'étude des singes et des babouins comme on peut les voir dans ses tableaux Baboon and Child (1964) ou Male Baboon (1964) dans des peintures monochromatiques à la Tate Gallery de Londres.
Son œuvre est aujourd'hui redécouverte pour lui redonner toute sa complexité, apparue sous différents noms à différentes époques et lieux, mais également toute sa singularité par sa profonde liberté et par l'influence qu'elle a eu sur l'art moderne.

## Collections publiques
- Tate Gallery, Londres
- North Carolina Museum of Art, Raleigh, USA
- The Royal Ballet, Londres
- Covent Garden, Londres